# Čierne
Čierne je naseljeno mjesto u okrugu Čadca u Žilinskom kraju u Slovačkoj.

## Stanovništvo
| Godina:     | 1993. | 2003.    | 2013.   | 2023.   |
| ----------- | ----- | -------- | ------- | ------- |
| Broj ljudi: | 3876  | 4291     | 4399    | 4416    |
| Razlika:    |       | +10,70 % | +2,51 % | +0,38 % |

| Godina:     | 2022. | 2023.   |
| ----------- | ----- | ------- |
| Broj ljudi: | 4413  | 4416    |
| Razlika:    |       | +0,06 % |

Prema podatcima o broju stanovnika iz 2023. godine naselje je imalo 4416 stanovnika.

## Vanjske poveznice
|  | Zajednički poslužitelj ima još gradiva o temi Čierne |

- Službena stranica naselja (sl.)